# 大韓民国の政府専用機
大韓民国の政府専用機（だいかんみんこくのせいふせんようき）では、大韓民国で使用される政府専用機について説明する。

## 空軍1号機（大統領専用機）
大韓民国 空軍1号機（だいかんみんこく くうぐん1ごうき、韓国語: 대한민국 공군 1호기、英語: Republic of Korea Air Force One）は、大韓民国の大統領が使用する専用機である。

### 歴史
全斗煥政権時代の1985年、ボーイング737-300型機が1機導入された。しかし、ボーイング737では直行できる範囲が限られていたため、遠距離の外遊においては大韓航空あるいはアシアナ航空の民間機をチャーターしていた。その後、盧武鉉政権の2006年頃や、李明博政権の2008年頃など、大型の専用機の導入が度々検討されたが、野党の反対によって見送られた。

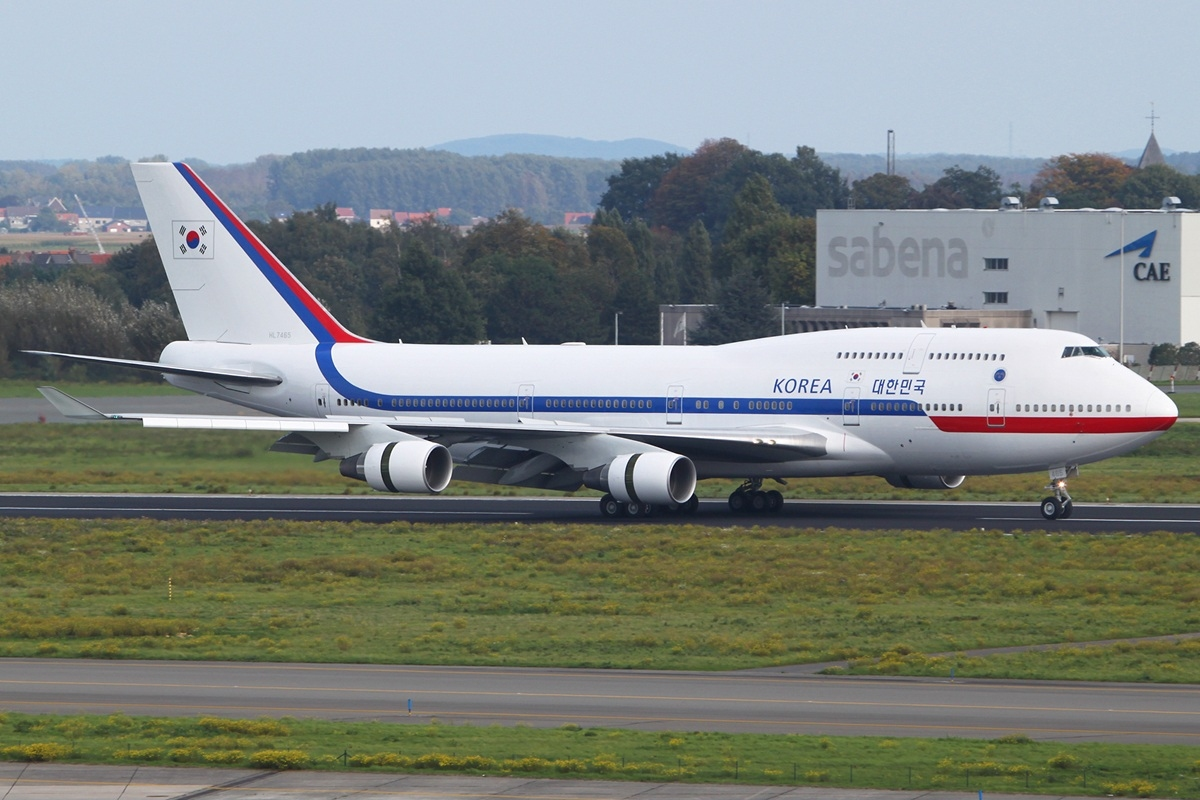
2022年まで利用されていたボーイング747-400（10001）

2010年には大韓航空から長期リースの形でボーイング747-400（機体記号: HL7465）を導入し、新たな空軍1号機（機体記号:10001）とした。これに伴い、ボーイング737型機は「空軍2号機」の扱いになった。
2014年頃にリースではなく、ボーイング777やエアバスA340といった大型機を購入する計画が立てられていたが、最終的にリースされたボーイング747ｰ400は2022年まで運用され、後継機も同様にリース機となった。

### 現在の機体

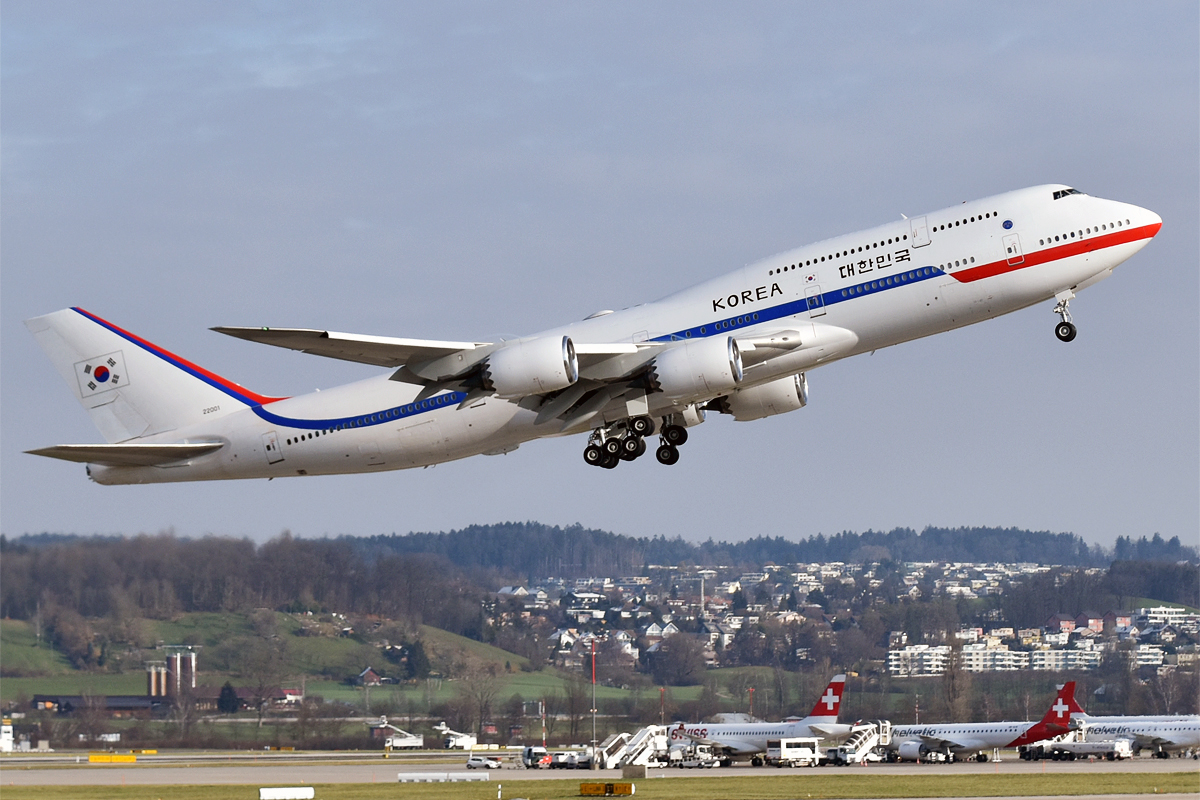
2022年から運用を開始したボーイング747-8（22001）

2022年から運用が開始されたボーイング747-8型機（機体記号:22001、製造番号:60410/1538）は、元々2017年に大韓航空に納入された民間旅客機（機体記号:HL7643）であった。
民間機仕様から政府専用機仕様への改修作業はハンブルクにて2021年3月ごろから実施され、2022年1月にはボーイング747ｰ400を置き換える形で当機に更新された。

## 空軍2号機

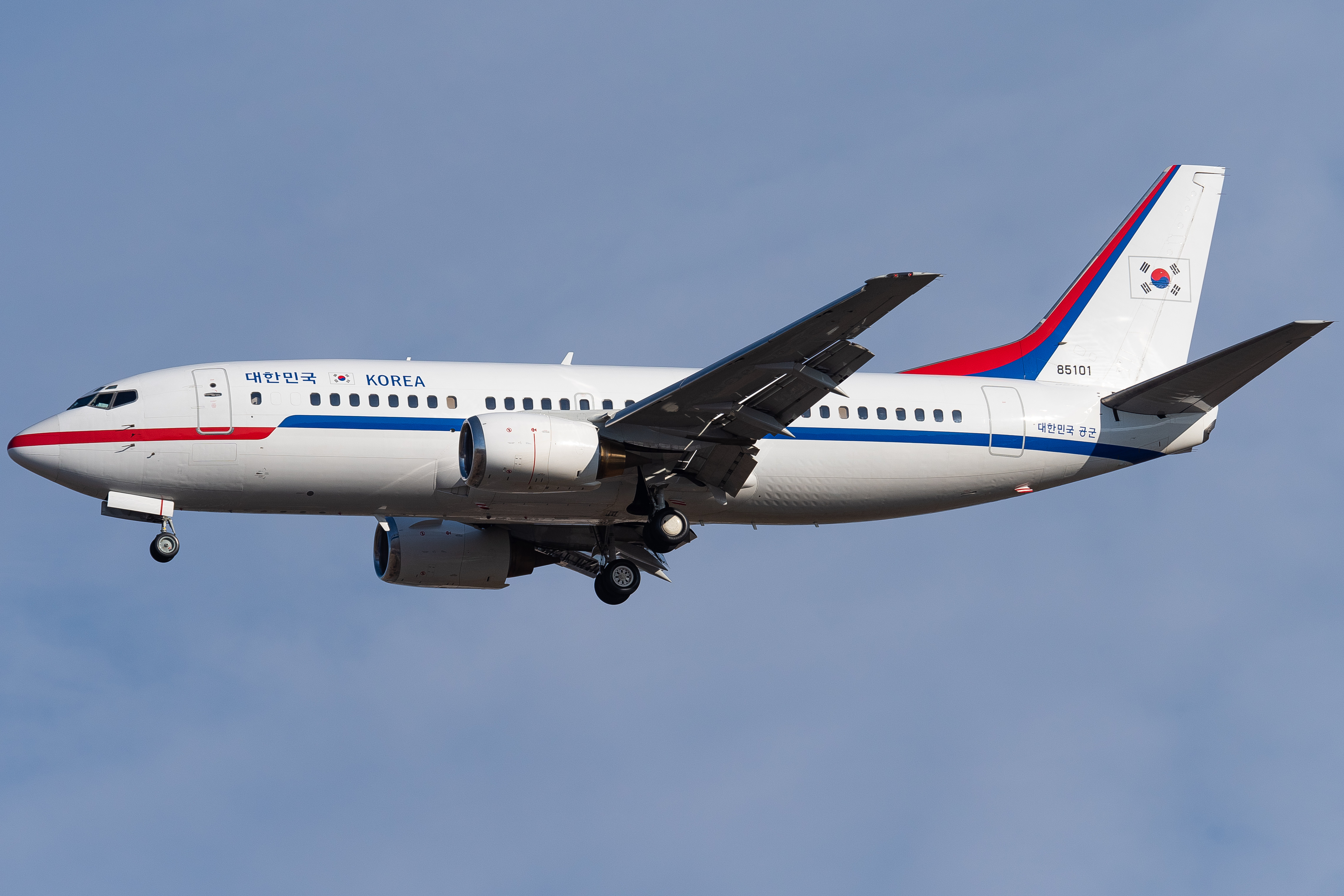
ボーイング737-300 （85101）

大韓民国 空軍2号機（だいかんみんこく くうぐん2ごうき、韓国語: 대한민국 공군 2호기）は、大韓民国の短距離向け政府専用機である。ボーイング737-300型機で運航されており、2010年のボーイング747-400導入以前はこちらが「空軍1号機」であった。
1985年の導入以来、40年近く経過しており、深刻な老朽化によるメンテナンスコストの上昇が指摘されている。そのため、2025年頃に大韓航空との長期リース契約によってボーイング737 MAX 8への置き換えが予定されている。

## その他の政府専用機
- VCN-235（空軍3号機、空軍5号機） - CASA CN-235を改造したターボプロップ機[8]。機体記号「02050」と「02051」の2機が存在するが、「空軍4号機」は存在せず「3号機」と「5号機」と呼称されている[9][10][11]。

## 機体一覧
| 機種              | 製造番号   | 機体記号       | hexコード | 運用期間               | 備考                                                    | 出典         |
| ----------------- | ---------- | -------------- | --------- | ---------------------- | ------------------------------------------------------- | ------------ |
| ボーイング747-400 | 26412/1284 | 10001 (11-001) | 71BC65    | 2010年5月 - 2022年１月 | 2001年製。元・大韓航空のHL7465。旧空軍1号機。           | [ 12 ]       |
| ボーイング747-8I  | 60410/1538 | 22001 (22-001) | 71BE43    | 2022年1月 -            | 2017年製。元・大韓航空のHL7643。2023年現在の空軍1号機。 | [ 4 ]        |
| ボーイング737-300 | 23152/1073 | 85101 (85-101) | 71F801    | 1985年1月 -            | 空軍2号機。2010年まで空軍1号機。                        | [ 2 ]        |
| CASA VCN-235      | N050       | 02050 (02-050) | 71FA07    | 2002年1月 -            | 空軍3号機。                                             | [ 9 ] [ 13 ] |
| CASA VCN-235      | N051       | 02051 (02-051) |           | 2002年1月 -            | 空軍5号機。                                             | [ 10 ]       |